# Petropavlivka (oblast de Kherson)
Pour l’article homonyme, voir Petropavlivka (Louhansk).
Petropavlivka (en ukrainien : Петропавлівка) est un village situé dans le raïon de Beryslav, lui même situé dans l’oblast de Kherson, en Ukraine.

## Historique
Lors de l’invasion de l’Ukraine par la Russie, le 5 octobre 2022, le Président Volodymyr Zelensky annonce que Petropavlivka a été repris par les forces armées de l’Ukraine à l'armée russe, alors mises en difficulté par la contre-offensive de Kherson,.